# Dorcus Inzikuru
Dorcus Inzikuru (Vurra, 2 de fevereiro de 1982) é uma ex- atleta  meio-fundista ugandense, a primeira campeã mundial dos 3000 metros c/ obstáculos, ganhando a medalha de ouro quando ela foi introduzida para as mulheres no Campeonato Mundial de Atletismo de 2005, em Helsinque, Finlândia. Ela também foi a primeira vencedora da prova nos Jogos da Comunidade Britânica, em 2006.